# SN 2009aw
SN 2009aw – supernowa typu Ia odkryta 25 stycznia 2009 roku w galaktyce A063147+2455. W momencie odkrycia miała maksymalną jasność 19,80m.